# Euxanthe
Euxanthe es un género de lepidópteros de la familia Nymphalidae. Es el único miembro de la tribu Euxanthini Rydon, 1971.

## Especies
Tiene seis especies que se encuentran en África tropical. 
- Subgenus Euxanthe Hübner, [1819]
  - Euxanthe crossleyi (Ward, 1871)
  - Euxanthe eurinome (Cramer, [1775])
  - Euxanthe madagascariensis (Lucas, 1843)
  - Euxanthe wakefieldi (Ward, 1873)
- Subgenus Hypomelaena Aurivillius, [1898]
  - Euxanthe tiberius Grose-Smith, 1889
  - Euxanthe trajanus (Ward, 1871)